# Nam Phong, Phù Yên
Nam Phong là một xã thuộc huyện Phù Yên, tỉnh Sơn La, Việt Nam.
Xã có diện tích 35,25 km², dân số năm 1999 là 1.593 người, mật độ dân số đạt 45 người/km².